# Asnières-en-Poitou
Asnières-en-Poitou é uma comuna francesa na região administrativa da Nova Aquitânia, no departamento de Deux-Sèvres. Estende-se por uma área de 19,06 km². Em 2010 a comuna tinha 205 habitantes (densidade: 10,8 hab./km²).